# Paulo Ubiratan
Paulo Ubiratan Fontes Gaspar (São Paulo, 14 de janeiro de 1947 — Rio de Janeiro, 29 de março de 1998) foi um diretor, produtor e editor brasileiro, tendo trabalhado em muitas telenovelas brasileiras da Rede Globo.

## Vida pessoal
Foi casado com a atriz Natália do Vale e com a jornalista e ex-modelo Valéria Monteiro, com quem teve uma filha, Vitória. 

### Morte
Paulo Ubiratan morreu aos 51 anos, no dia 28 de março de 1998, um sábado, vítima de um infarto fulminante. Na época estava trabalhando na direção-geral de Por Amor, novela das oito de autoria de Manoel Carlos. No dia em que morreu foi exibido o capítulo 144. Foi substituído por Ricardo Waddington, que já integrava a equipe de diretores da novela.
Antes de falecer, Paulo Ubiratan estava trabalhando na pré-produção da telenovela Meu Bem Querer, de autoria de Ricardo Linhares e supervisão de texto de Aguinaldo Silva.

#### Homenagens
Paulo Ubiratan recebeu homenagens dos autores Maria Adelaide Amaral, Manoel Carlos e Walther Negrão nos últimos capítulos das novelas Anjo Mau e Por Amor e no primeiro capítulo de Era uma Vez..., exibidas pelas Globo na época de sua morte. No último capítulo da novela Meu Bem Querer, exibido no dia 19 de março de 1999, a equipe fez uma singela homenagem ao diretor, com os dizeres: 
| “ | Esta novela foi dedicada a Paulo Ubiratan, nosso bem querer. | ” |

## Carreira
Telenovelas
| Ano       | Trabalho             | Emissora   | Função                  | Autor (es)                                                                 | Notas                                                                                                |                                                                                |
| --------- | -------------------- | ---------- | ----------------------- | -------------------------------------------------------------------------- | --- | ------------------------------------------------------------------------------ |
| 1970      | Simplesmente Maria   | Rede Tupi  | coordenador de produção | Benjamin Cattan Benedito Ruy Barbosa                                       | Creditado ao fim dos capítulos. Direção geral de Walter Avancini e Benjamin Cattan.                  |                                                                                |
| 1971      | Hospital             | Rede Tupi  | assistente de direção   | Benjamin Cattan Cassiano Gabus Mendes                                      | Creditado ao fim dos capítulos. Direção geral de Walter Avancini e Benjamin Cattan.                  |                                                                                |
| 1978      | O Pulo do Gato       | Rede Globo | assistente de direção   | Bráulio Pedroso                                                            | Creditado ao fim dos capítulos. Supervisão de Walter Avancini.                                       |                                                                                |
| 1978      | Sinal de Alerta      | Rede Globo | direção                 | Dias Gomes                                                                 | Creditado na abertura. Supervisão de Walter Avancini.                                                |                                                                                |
| 1979      | Feijão Maravilha     | Rede Globo | direção                 | Bráulio Pedroso                                                            | Creditado na abertura.                                                                               |                                                                                |
| 1980      | Água Viva            | Rede Globo | direção                 | Gilberto Braga                                                             | Creditado na abertura. Direção geral de Roberto Talma.                                               |                                                                                |
| 1981      | Coração Alado        | Rede Globo | direção                 | Janete Clair                                                               | Creditado na abertura. Direção geral de Roberto Talma.                                               |                                                                                |
| 1981      | Baila Comigo         | Rede Globo | direção                 | Manoel Carlos                                                              | Creditado na abertura. Direção geral de Roberto Talma.                                               |                                                                                |
| 1982      | Elas por Elas        | Rede Globo | direção geral           | Cassiano Gabus Mendes                                                      | Creditado na abertura.                                                                               |                                                                                |
| 1982      | Final Feliz          | Rede Globo | direção geral           | Ivani Ribeiro                                                              | Creditado na abertura.                                                                               |                                                                                |
| 1983      | Louco Amor           | Rede Globo | direção geral           | Gilberto Braga                                                             | Creditado na abertura.                                                                               |                                                                                |
| 1983      | Eu Prometo           | Rede Globo | supervisor de direção   | Janete Clair                                                               | Creditado na abertura. Direção geral de Denis Carvalho.                                              |                                                                                |
| 1984      | Transas e Caretas    | Rede Globo | supervisor de direção   | Lauro César Muniz                                                          | Creditado na abertura. Direção de José Wilker e Mário Márcio Bandarra.                               |                                                                                |
| 1985      | Roque Santeiro       | Rede Globo | direção geral           | Dias Gomes                                                                 | Creditado na abertura.                                                                               |                                                                                |
| 1986      | Roda de Fogo         | Rede Globo | direção artística       | Lauro César Muniz                                                          | Creditado ao fim dos primeiros capítulos. Direção geral de Denis Carvalho.                           |                                                                                |
| 1988      | Vale Tudo            | Rede Globo | direção artística       | Lauro César Muniz                                                          | Gilberto Braga Aguinaldo Silva Leonor Bassères                                                       | Creditado ao fim dos primeiros capítulos. Direção geral de Denis Carvalho.     |
| 1989      | O Salvador da Pátria | Rede Globo | direção geral           | Creditado na abertura.                                                     | |                                                                                |
| rowspan=2 | Tieta                | Rede Globo | direção geral           | Aguinaldo Silva Ana Maria Moretzsohn Ricardo Linhares                      | Creditado na abertura.                                                                               |                                                                                |
| 1990      | Meu Bem, Meu Mal     | Rede Globo | direção geral           | Cassiano Gabus Mendes                                                      | Creditado na abertura. Dividiu a direção-geral com Marcos Paulo.                                     |                                                                                |
| 1992      | Pedra Sobre Pedra    | Rede Globo | direção geral           | Aguinaldo Silva Ana Maria Moretzsohn Ricardo Linhares                      | Creditado na abertura.                                                                               |                                                                                |
| 1993      | Fera Ferida          | Rede Globo | direção artística       | Aguinaldo Silva Ana Maria Moretzsohn Ricardo Linhares                      | Creditado ao fim dos primeiros capítulos. Direção geral de Denis Carvalho e Marcos Paulo.            |                                                                                |
| 1994      | Tropicaliente        | Rede Globo | direção artística       | Walther Negrão                                                             | Creditado ao fim dos primeiros capítulos. Direção geral de Gonzaga Blota.                            |                                                                                |
| 1994      | Quatro por Quatro    | Rede Globo | direção artística       | direção artística                                                          | Carlos Lombardi                                                                                      | Creditado ao fim dos primeiros capítulos. Direção geral de Ricardo Waddington. |
| 1995      | A Próxima Vítima     | Rede Globo | Silvio de Abreu         | Creditado ao fim dos primeiros capítulos. Direção geral de Jorge Fernando. | |                                                                                |
| 1996      | O Fim do Mundo       | Rede Globo | direção geral           | Dias Gomes                                                                 | Creditado na abertura.                                                                               |                                                                                |
| 1996      | Anjo de Mim          | Rede Globo | direção de núcleo       | Walther Negrão                                                             | Creditado ao fim dos primeiros capítulos. Direção geral de Ricardo Waddington.                       |                                                                                |
| 1997      | A Indomada           | Rede Globo | direção de núcleo       | Aguinaldo Silva Ricardo Linhares                                           | Creditado ao fim dos capítulos. Direção geral de Marcos Paulo.                                       |                                                                                |
| 1997      | Por Amor             | Rede Globo | direção de núcleo       | Manoel Carlos                                                              | Creditado na abertura. Após sua morte foi substituído por Ricardo Waddington.                        |                                                                                |
| 1998      | Corpo Dourado        | Rede Globo | direção de núcleo       | Antônio Calmon                                                             | Creditado ao fim dos primeiros capítulos. Direção geral de Marcos Schechtman e Flávio Colatrello Jr. |                                                                                |
| 1998      | Era uma Vez...       | Rede Globo | direção de núcleo       | Walther Negrão                                                             | Creditado ao fim dos primeiros capítulos. Direção geral de Rogério Gomes e núcleo de Jorge Fernando. |                                                                                |

Minisséries
| Ano  | Trabalho    | Emissora   | Função        | Autor (es)                           | Notas                  |
| ---- | ----------- | ---------- | ------------- | ------------------------------------ | ---------------------- |
| 1990 | Riacho Doce | Rede Globo | direção geral | Aguinaldo Silva Ana Maria Moretzsohn | Creditado na abertura. |

Teleteatro
| Ano  | Trabalho      | Emissora   | Função        | Autor (es)       | Notas                                                                                |
| ---- | ------------- | ---------- | ------------- | ---------------- | ------------------------------------------------------------------------------------ |
| 1986 | Caso Especial | Rede Globo | direção geral | Euclydes Marinho | Episódio: Negro Léo Creditado na abertura. Dividiu a direção-geral com Luiz Gleiser. |